# 사샤 브라우스
사샤 브라우스(일본어: サシャㆍブラウス 사샤 부라우수[*], 영어: Sasha Blouse (미국식 출판 번역 버전 이름: Sasha Braus))는 진격의 거인의 주연 인물들 중 하나이며, 월 로제 남부에 위치한 우거진 산 속의 작고 폐쇄적인 수렵촌 마을인 다우퍼 마을 (Dauper Village) 출신의 소녀로, 사냥꾼이자 브라우스 가문의 가장이었던 브라우스 씨와 똑같이 사냥에 몸을 담았을 것으로 추정되는 리사 브라우스 (Lisa Blouse)의 하나 뿐인 외동딸이다. 어려서부터 가문 대대로 수렵을 가업으로 삼는 전통을 계승해 온 브라우스 가문의 하나 뿐인 후손으로서, 아버지에게 열심히 배운 수렵 기술과 굉장히 풍부한 사냥 경험, 프로 사냥꾼답게 가볍고 날렵한 몸놀림과 운동신경, 신 들린 사격술 (궁술과 총기술 포함), 인간의 영역을 벗어난 엄청난 청각 능력을 가진 소녀이다. 
음식을 귀하게 여기며 먹는 것을 엄청 좋아하는 엄청난 먹보로, 맛있고 먹음직스러운 음식과 연관된 것이라면 입주변에 군침을 어마어마하게 흘리고 두 눈을 바짝 뜰 만큼 사족을 못 쓰는 호식가이다. 평소에는 순수하고 해맑은 명랑하고 활동력 강한 성격을 가진 어리버리한 바보 캐릭터이자, 그 이상으로 굼뜨고 둔한 면이 강한 코니 스프링거와 죽이 굉장히 잘 맞아 항상 합이 최고로 잘 맞는 영혼의 파트너이자 개그 콤비이다. 코니와 더불어 틀에 안 맞는 행동이나 액션을 취해, 작중 암울한 분위기를 밝게 만드는 분위기 메이커 겸 개그 캐릭터의 역할을 대표적으로 수행한다.
폐쇄적이고 전통을 중시하는 소규모 집촌에서 자랐기 때문에 타인과의 소통이나 공존의 필요성과 중요성을 경시하였고 "우리들은 우리들 대로, 바깥 세상 사람들은 바깥 세상 사람들 대로 살아야 한다."는 사고 방식을 가졌었다. 비범한 104기 트로스트구 소속 남부 훈련병단을 전체 상위 성적 Top 10 중 9위로 졸업했다. 854년에 훈련소 해산식을 거쳐 졸업한 뒤로는 트로스트구 공방전에 참전하여 초대형 거인의 갑작스런 재출현으로 말미암아 트로스트 구간을 침입한 다수의 무구의 거인들과 싸웠으며, 종반부까지 죽지 않고 생존할 수 있었다. 그 이후로 안전과 보신을 추구하여 헌병단에 지원할 생각이었지만 에르빈 스미스 단장의 격려 연설에 자극 받아 스스로 죽기를 각오하고 조사병단에 가입했으며, 벽 외부의 거인 세력과 최초로 접전을 치른 제 57회 방벽 외부 조사 속에서도 살아남아 엘런 예거 탈환 작전과 반 프리츠 왕정 쿠데타를 거쳐 조사병단에서 체제에 맞서 싸웠으며, 1부의 피날레를 장식하는 대단원 격인 전투인 월 마리아 탈환 전투에서도 갑주의 거인인 라이너 브라운에게 뇌창을 쏘려다가 라이너의 거친 반격으로 지붕의 뜯겨진 조각들에 맞아 간신히 죽지 않고 정신을 잃기도 했다. 월 마리아 탈환 전투가 수많은 목숨을 바쳐서까지 승리를 거머쥐자 104기 동기들인 미카사 아커만, 엘런 예거, 아르민 아를레르트, 장 키르슈타인, 코니 슈프링거, 플록 포르스터, 상관들인 한지 조에 단장, 리바이 아커만과 더불어 히스토리아 레이스 여왕에 의해 승리와 영광을 뜻하는 기념 메달을 수여 받아 '시간시나구의 영웅'의 칭호를 얻는다. 1년 후, 파라디섬 남해 연안까지 도달해 바다로 진출했을 때에는 전사대에 이어 파라디섬을 조사하러 온 마레 제국의 구축함과 접촉하다가, 제1선견대의 대원이자 포로로 붙잡힌 해병 니콜로와 만나 '맛있는 요리'를 계기로 연인이나 다름 없는 인연을 쌓는다. 853년과 854년 사이에는 세계와 화합을 논의할 기회를 얻기 위하여 마레의 의용병들의 도움을 빌려 마레 제국까지 잠입했다. 그로부터 10개월 후 엘런 예거가 조사병단을 독단적으로 떠나 레벨리오 전투를 일으키자 동료들과 함께 입체기동장치를 무장하여 전투에 참전했다가 산 속에서 행군 훈련하던 마레 육군의 증원 병력을 모조리 몰살시켰으며, 2부의 주연인 가비 브라운과 친하던 레벨리오 수용구의 수문병들을 총살했는데 이 장면을 목도한 가비는 이것을 계기로 사샤를 증오하게 된다. 그리고 인과응보에 걸맞게, 가비는 전투 끝에 고향을 침공한 조사병단 전원을 몰살시키기 위해 팔코와 함께 비행선에 올라타 총을 쐈는데 사샤가 가비의 총에 맞아 19세의 나이에 총살 당하게 된다.

## 정발본 오역: 사샤 블라우스 (Sasha Brouse)
사샤 브라우스는 한국 정식 발매본 버전의 이름이지만 이것은 오역이다. 진격의 거인의 원산지인 일본 위키백과나 진격의 거인 일본 커뮤니티에선 사샤의 영문 표기를 'Sasha Blouse'로 규정하기 때문에 사샤 블라우스로 읽는 것이 올바르다.

## 외형 및 성격
자주색에 가까운 검붉은색 장발을 포니테일로 묶은 168 ~ 171cm의 키, 황색 눈, 예쁜 외모의 여성 캐릭터이다. 적들과의 혈전 속에서 죽어가는 사람 숫자가 무수히 많은 진격의 거인의 분위기를 밝게 해주는 코믹한 감초이자 분위기 메이커로서 활약한다. 식탐이 엄청나다. 하지만 작가의 말에 따르면 식탐은 많지만 먹는 양은 일반인이랑 별로 차이가 없다고 한다.

## 성격
산 속에 있는 폐쇄적인 다우퍼 마을에서 자라 전반적으로 어리버리하고 어딘가 굼뜨고 핀트에 안 맞는 말이나 행동을 하는 바보 속성을 지녔으면서, 명랑하고 순수한 성격과 타인에 대한 깊은 배려심, 동료에 대한 깊은 유대감을 갖고 있다. 그래서 비슷한 성격인 코니 스프링거와 영혼 단위로 마음이 쿵짝 맞아서 언제나 합을 맞추고 다니는 소울 메이트, 친형제나 다름 없는 사이이다. 사샤가 등장하거나 대사 몇 마디만 내뱉는 것만으로 암울하고 진지한 진격의 거인을 밝게 비추어 주는 분위기 메이커로서 완급의 밸런스를 맞추어 주고 있다.

## 작중 행적
훈련병 상위 9등 성적으로 졸업을 앞두고 초대형 거인 등장을 눈앞에서 목격하고 트로스트구 공방전에 참여한다. 초대형 거인의 공격을 피해 전원이 벽에서 뛰어내리던 도중, 사무엘 링케 잭슨이 머리를 다쳐 의식을 잃고 떨어지는걸 보고 워커 뒤축에 입체기동장치의 앵커를 박아 추락을 저지한다. 이후 가스가 거의 다 떨어져 전의를 상실한 동기들을 북돋으려하지만 좀처럼 따라와주지 않고, 사샤도 조금 풀이 죽는다. 미카사의 연설 후 동기들을 향해 "소심이! 겁쟁이! 바보!"라고 하고 미카사를 따라 간다. 가스보급소에서 지하실을 점거하던 소형 거인들을 공격하다가 실패해 죽을 뻔하지만, 가까스로 미카사에게 구조된다. 이 때 거인에게 굴복해버린 것에 대해 죄책감을 느끼지만 동시에 상당히 겁을 먹은 듯 패닉 상태에 빠진다. 거인과 마주하는 것이 무서워져서 꾀병을 부리려 하기도 하고 트로스트구 탈환전 시작 전 병사들이 반란을 일으킬 때도 고민하고 있는 모습이 나온다. 그러나 도트 픽시스의 연설에 가까스로 전의를 되찾고 전투에 참가한다.
전투 종료 후 병단 선택에 고민하고 에르빈 스미스의 연설에도 겁을 먹지만 결국 눈물콧물 질질 흘리면서 조사병단에 들어간다. 이후 조사병단으로서 제 57회 벽외 조사를 수행하는데, 이때도 아직까지 거인과 마주하면 상당히 겁을 먹은 모습이다.
이후 104기 훈련병 출신 중 스파이가 잠입해 있는 것으로 여긴 에르빈에 의해 코니 스프링거, 라이너 브라운, 베르톨트 후버, 유미르, 크리스타 렌즈와 함께 고향인 다우퍼 마을이 위치한 월 로제 남쪽에 주둔하면서 미케 자카리아스를 비롯한 고참병들의 감시를 받게 된다. 이와중에 코니와 함께 서로의 고향이 있는 방향을 보면서 만담을 나누다가 갑자기 라이너로부터 탈영시켜 주겠다는 제의를 받지만 흘러넘긴다. 그러다 갑자기 식탁에 귀를 박더니 무언가가 다가오고 있다고 소리침과 동시에 선배 조사병단들에게 거인이 다가오고 있으니 빨리 마을주민들의 대피를 도우라고 명령받는다. 자기 마을이 근처라 길을 알고있던 사샤는 다른 104기 일행들과 떨어져 마을로 안내했다. 그러다 홀로 새로 생긴 마을에 오게 된다.
이후 어느 민가에 들어섰다가 거인의 습격을 받아 먹히고 있는 여자와 공포에 질린 아이를 발견하고 도끼로 거인의 목덜미를 노렸지만 여의치 않자 활과 화살 몇 개를 챙기고 아이와 함께 집 밖으로 빠져나온다. 말을 타고 도망가려 했으나 집 밖으로 나온 거인 탓에 말이 도망쳐버리고, 소형종이라고는 하나 비무장 상태로 혼자 거인에 맞서야하는 상황이 벌어진다. 그러다 유미르와 크리스타와 보냈던 평범한 일상들을 회상하고는 마음을 다잡고 아이를 도망보내고는 홀로 거인과 맞선다. 활과 몇 개의 화살만을 가진 불리한 상황에서 최대한 머리를 굴리며 일단 거인의 시야를 가리기 위해 눈에 화살을 쏘지만, 하나만 명중하고 나머지가 빗맞아 눈 한 쪽이 남았는데 화살은 하나만 남아버린다. 남은 화살을 정확히 맞추지 못하면 아이도 자신도 도망치지 못하고 죽게 생긴 상황에서 사샤는 활을 버리고 거인에게 달려들어 손으로 직접 눈에 화살을 박아버린다. 거인이 붙잡지만 피로 미끄러워져서 간신히 빠져나와 도망치던 길에 아버지와 재회한다. 도망 보낸 아이가 다른 마을에 거인의 습격을 알리던 아버지 일행과 만나 사샤가 있다는 것을 알려준 것이다. 이렇게 아버지와 재회하고, 아버지로부터 성장했다는 평가를 받아 기뻐한다.
라이너 일행과 유미르 일행과도 떨어져서 짐승 거인이나 밤 중의 거인 습격도 목격하지 못한다. 다만 애니판에서는 엘런 일행과 합류했으며, 함께 초대형&갑옷 거인과의 전투도 하고 엘런&유미르 탈환 작전에도 동참하는 모습이 나온다. 피난민 인솔 후 51화에서 재등장했다. 엘런 예거, 장 키르슈타인, 아르민 아를레르트, 미카사 아커만 등 104기 동기들과 함께 리바이반에 새로 편성되었다. 53화에서 다른 리바이반 멤버들과 함께 말을 타고 에렌의 경질화 실험의 목격자가 없는지 주변을 수색했고, 이후 에르빈의 지령에 따라 야간에 있을 중앙 헌병단의 습격을 피해 은신처를 떠나 트로스트구로 향하나 트로스트구에서 주민들과의 실랑이 와중에 엘런과 히스토리아로 변장한 장과 아르민이 납치 당하자 리바이의 지휘 하에 괴한들을 추격하고 있다.
54화에서는 미카사에게 제압당한 리브스가 권총을 꺼내자 화살로 권총을 맞춰 박살내고, 장이 미카사가 맞았으면 어쩔거냐고 말하자 미카사가 목표에서 눈을 뗀 게 잘못이라고 말한다. 막판에 리바이 병장과 리브스가 거래를 하자 식탐을 여지없이 드러내며 흥분하기도 했다.
64화에서는 엘런과 크리스타 탈환을 막으려는 대인입체기동 병사 한명이 코니를 죽이려고 하자, 그 병사에게 화살 하나를 쏴서 죽였다. 이렇게 사샤도 104기 조사병단 병사들 중 사람을 죽여본 경험이 있는 병사들 (미카사, 엘런, 유미르, 베르톨트, 라이너, 애니, 아르민, 코니, 장)이 되었다. 66화에 엘런을 구한 와중에 로드 거인이 내뿜는 열기와 무너지는 동굴 때문에 죽게 된 상황에서 쟝이 전의를 잃은 엘런에게 독설을 날리자 코니와 함께 츳코미를 날렸다. 그나마 엘런이 갑옷 샘플 약을 마시고 경질화가 가능해 살아남았고, 67화에 코니와 함께 입구를 찾은 후 동굴 안으로 들어가 출구를 찾았다면서 거인의 몸에서 빠져 나온 엘런에게 고마움을 표한다. 이후 월 시나의 오르부드 구에서 로드 거인을 기다리는데, 살인 경험 직후라 충격이 컸는지 그 사샤가 입맛이 없다며 먹지를 않는다.
82화에서 라이너 브라운과의 전투 중에 쟝과 함께 중상을 입는다. 어깨에 부상을 입어 생명에는 지장이 없는 장과는 달리 가슴 부분에 관통상을 당하는 중상을 입어 쓰러진다.
83화에서 다행히 목숨에 큰 지장은 없다는 사실이 밝혀졌다.
85화에서 아르민이 왜 에르빈 단장이 아니라 자신을 살렸냐며 고뇌할 때, 리바이가 진지한 충고를 하는데 반쯤 기절한 채로 시끄럽다고 소리쳐서 분위기를 깨고 한지에게 '사샤는 못당하겠다'는 말을 듣는다.
89화에서 다른 동기들이 회의에 참석한 동안 침상에 누워 사과를 먹는 모습이 잠깐 나왔다.
90화에서 플록에게 "너희는 그저 지켜보기만 했다"며 질책받는 모습으로 등장한다. 이후 벽 밖으로 나가 처음으로 간 바다에서 코니, 쟝과 물장구를 치며 노는 모습이 나왔다.
102화에서 재등장한다. 옥상에서 소총으로 마레군 2명을 저격하는 모습으로 등장하며 여전히 존댓말을 쓴다. 이전보다 더 성숙해진 모습으로 등장한다. 코니에게 신호탄을 쏘라고 상기시켜준다.
103화에서는 총안구 틈새로 판처대원 1명을 저격한다.
105화에서 임무를 완수하고 비행선에 오르며 퇴각, 만찬 먹고 싶다고 쟝과 악의 없는 실갱이를 하던 중 코니로부터 또 살아나서 다행이고 너희 둘은 나에게 특별한 이들이다라는 말을 듣자 표정이 부드러워진다. 그렇게 이번에도 무사히 임무를 완수하고 철수하나 싶었더니
가비와 여로를 같이 한 팔코가 날아오던 중 잠시 비행선 표면과 부딪히는 소리를 먼저 탐지했지만 다시 경계 태세로 돌아설 새도 없이 가비에게 복부를 저격당한다. 이 때부터 균형을 잃고 바닥으로 쓰러지는 즉시 의식이 서서히 희미해지기 시작한다. 황급하게 응급 처치에 돌입한 동료들, 나중에는 장의 보고를 들은 미카사와 아르민까지 구명에 합세하여 사샤를 살리기 위해 필사적으로 안간힘을 썼으나, 사샤는 끝내 숨을 거둔다. 마지막 유언은 "밥은...... 아직인가요...? ......고기"이다.
엘런 측에서 분위기 메이커 및 화합의 상징이었던 사샤의 죽음은 그와 동고동락해온 104기 출신 전우들에게 커다란 슬픔과 상실감을 안겨 주었고, 그동안 일심동체였던 104기 멤버들간의 분열을 야기하는 비극을 초래했다.
결국 예전에 어린아이를 구하고 거인에게 죽을 예정이였으나 다른 죽을 장소를 찾았다는 작가의 말대로 사샤는 마레의 전사후보생에게 죽었다. 104기 훈련병 상위 10등 훈련병 중 세 번째 사망자이며 신 리바이반의 첫 사망자이다.
그녀의 시신은 파라디 섬의 묘지에 매장되었으며, 구금당한 엘런을 제외하고 미카사와 아르민을 포함한 조사병단원들이 그녀의 의장식에 참여했다.

## 대인 관계

### 코니 스프링거
자신과 같이 수렵마을 출신이고 둘 다 바보인지라 죽이 잘 맞는다.

### 미카사 아커만
개그씬에서 은근히 자주 엮이는 편이다. 사샤가 사망하자 미카사가 눈물을 흘리며 슬퍼하는데 에렌이나 아르민 정도는 아니더라도 상당히 친밀한 관계였음을 알 수 있다.

### 장 키르슈타인
입체기동 훈련 때 쟝을 앞지른 후, "의외로 말랑한 소리를 하는군요, 쟝. 먹이를 빼앗는데 예의가 필요합니까?" 라며 장난치는 장면이나, 리바이 반 재편성 후, 식량 훔쳐먹지 말라고 구박하는 쟝의 모습이든지 티격태격 다투는 모습이 많이 나오는데, 사이 좋은 동료이다.